# Гори, Доминик Ли Падвилл
Домини́к Ли Па́двилл Го́ри, (англ. Dominic Lee Pudwill Gorie; род. 1957) — астронавт НАСА. Совершил четыре космических полёта на шаттлах: STS-91 (1998, «Дискавери»), STS-99 (2000, «Индевор»), STS-108 (2001, «Индевор») и STS-123 (2008, «Индевор»), Капитан 1-го ранга ВМС США.

## Личные данные и образование

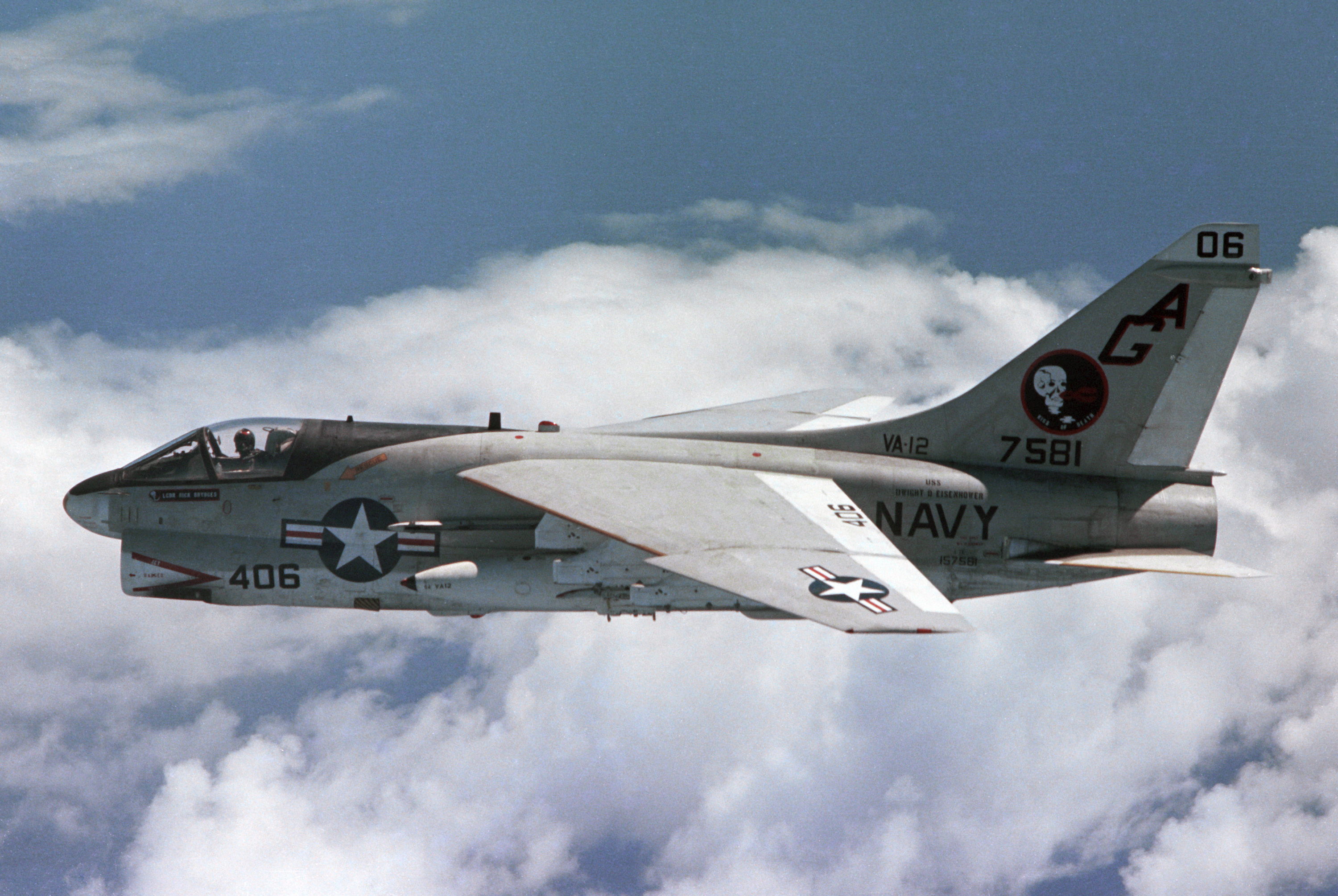
Самолёт А-7 в полёте.

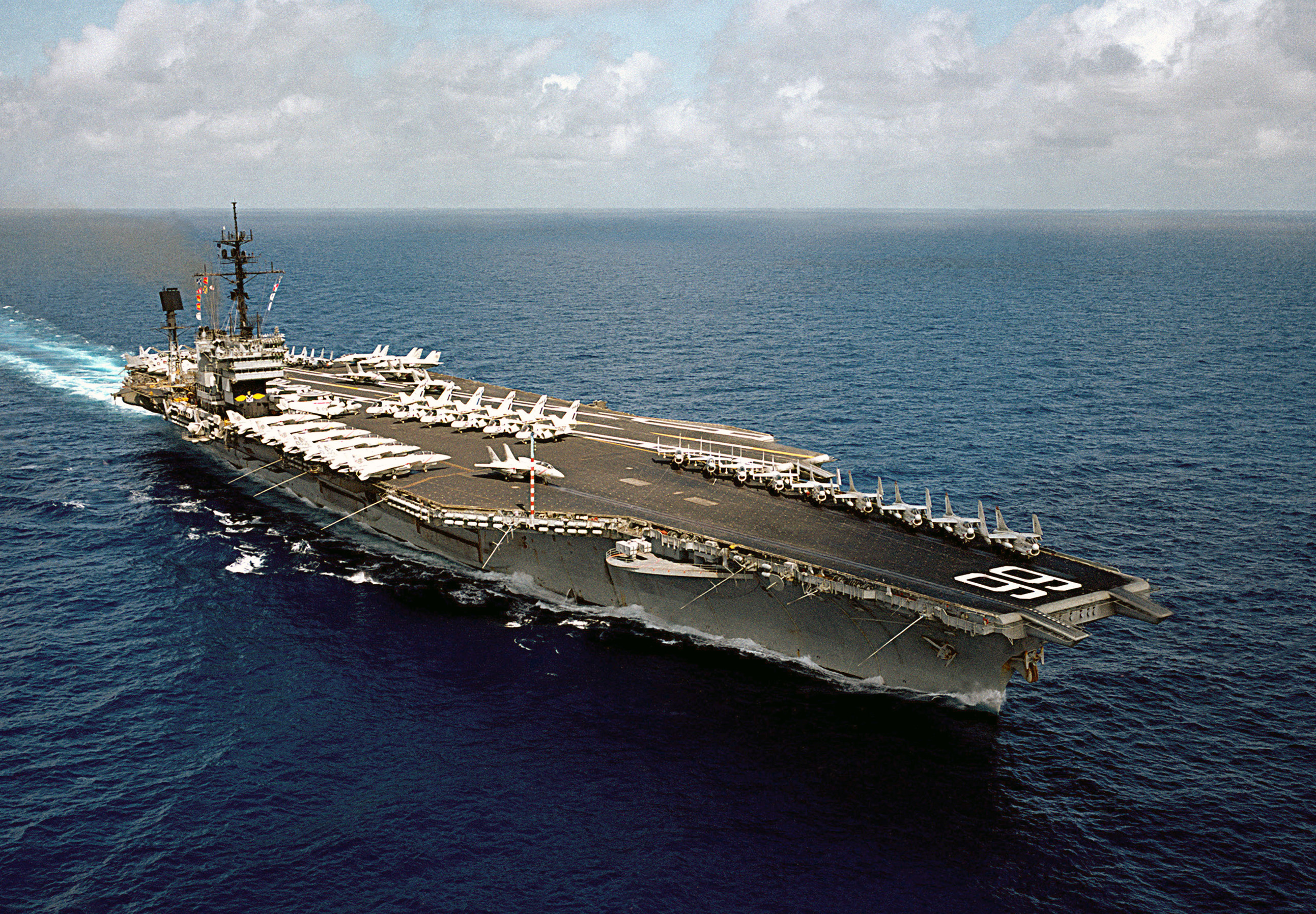
Авианосец «Америка».

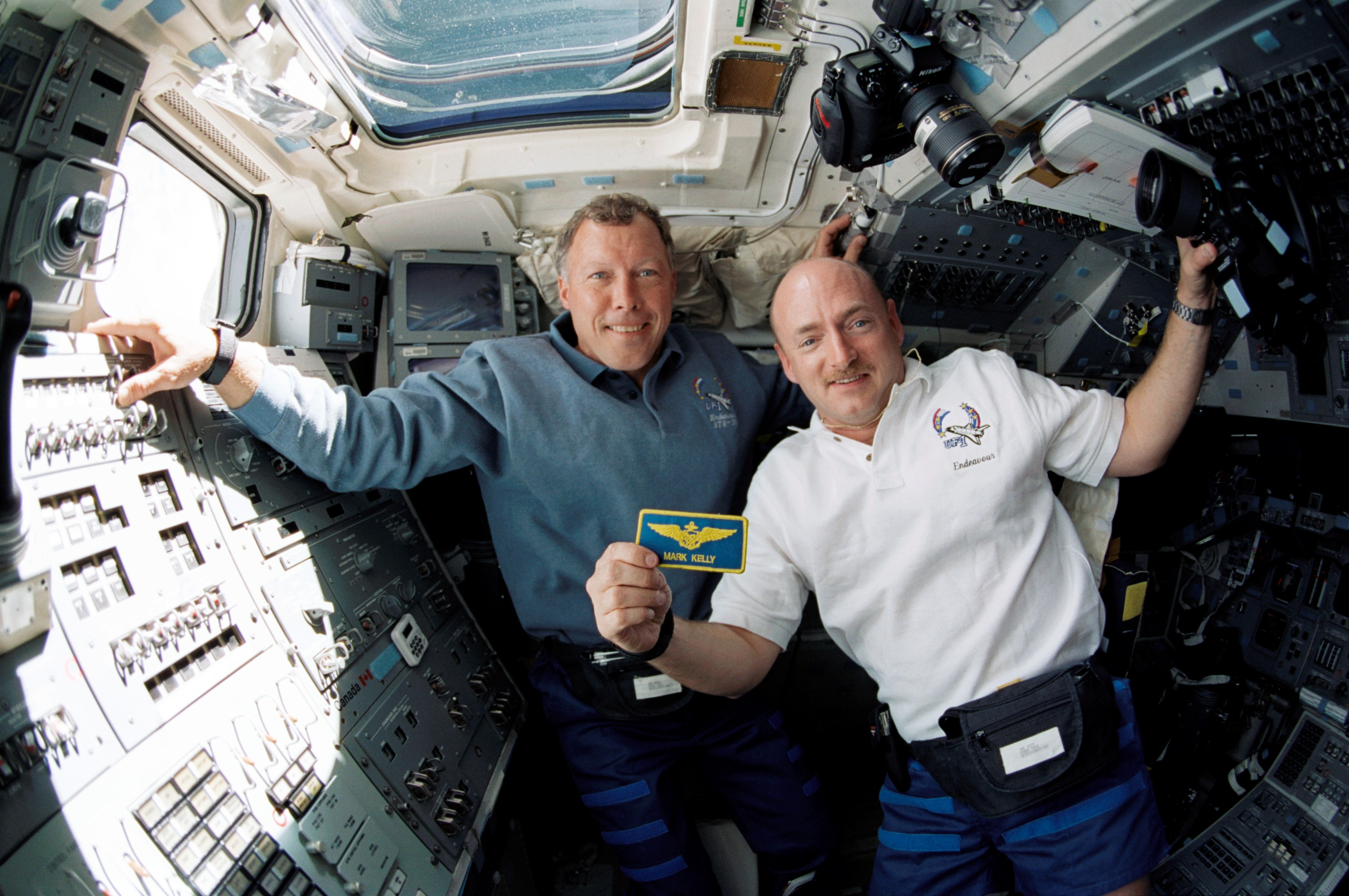
STS-108: Гори слева.

Доминик Гори родился 2 мая 1957 года в городе Лейк-Чарльз, штат Луизиана. В 1975 году окончил среднюю школу в Майами, штат Флорида. в 1979 году получил степень бакалавра наук в области морской техники в Военно-морской Академии США, в городе Аннаполис, штат Мэриленд. В 1990 году получил степень магистра в области авиационных систем в Университете штата Теннесси.
Женат на Венди Лу Уильямс, она из города Мидленд, штат Техас, у них двое детей: дочь — Кимберли Лаура (род. 25 июня 1987 года) и сын — Эндрю Пол (род. 20 ноября 1989 года). Он любит лыжи, походы, езду на велосипеде, гольф и семейные мероприятий. Его мать, Ширли Падвилл, проживает в городе Касселберри, штат Флорида. Его отчим, Уильям Гори, проживает в Палм-Сити, штат Флорида. Его отец, Павел Падвилл, умер.

## До НАСА
Гори стал военно-морским лётчиком в 1981 году. С 1981 по 1983 годы служил на борту авианосца «Америка», летал на самолётах А-7 Corsair. Затем, до 1986 года служил на борту авианосца «Корал Си», летал на самолётах F/A-18 Hornet. В 1987 году был направлен в Военно-морскую школу лётчиков, стал лётчиком-испытателем и был направлен в военно-морской испытательный Центр «Аир», где служил с 1988 по 1990 год. Затем, до 1992 года, служил на авианосце «Т. Рузвельт». Участвовал в Операции «Буря в пустыне», совершил 38 боевых вылетов в Ираке. В 1992 году получил приказ Космического командования США о переводе в Колорадо-Спрингс на два года, где продолжал летать на самолётах F/A-18. В 1994 году узнал о приглашении в НАСА. Гори имеет более 4 700 часов налёта на более чем 30 различных типах самолётов и совершил более 600 посадок на палубы авианосцев.

## Подготовка к космическим полётам
В 1991 году участвовал в 14-м наборе НАСА. В декабре 1994 года был зачислен в отряд НАСА в составе пятнадцатого набора, кандидатом в астронавты. С марта 1995 года стал проходить обучение по курсу Общекосмической подготовки (ОКП). По окончании курса, в мае 1996 года получил квалификацию «пилот шаттла» и назначение в Офис астронавтов НАСА. Занимался вопросами безопасности полётов шаттлов и был оператором связи в Центре управления полётов.

## Полёты в космос
- Первый полёт — STS-91[3], шаттл «Дискавери». Со 2 по 12 июня 1998 года в качестве «пилота корабля». STS-91 стал последним полётом шаттла к орбитальному комплексу «Мир» по программе «Мир — Шаттл»[4]. Помимо проведения девятой и последней стыковки шаттла с российским орбитальным комплексом, программа полёта STS-91 предусматривала доставку и возвращение грузов, выполнение различных экспериментов[5].Грузовой отсек «Дискавери» был скомпанован не так, как обычно. В его передней части была установлена внешняя шлюзовая камера, на верху которой размещалась стыковочная система шаттла ODS со стыковочным агрегатом типа АПАС. За шлюзовой камерой был установлен туннельный адаптер с люком для выхода в открытый космос. От него в направлении к одинарному модулю Spacehab SM шёл переходный туннель. В нескольких предыдущих полётах использовался двойной модуль Спейсхэб, но на этот раз он бы не уместился, потому что за модулем в грузовом отсеке была установлена поперечная ферма, на которой был размещён спектрометр AMS. Продолжительность полёта составила 9 суток 19 часов 55 минут[6].

- Второй полёт — STS-99[7], шаттл «Индевор». C 11 по 22 февраля 2000 года в качестве «пилота корабля». Главной задачей полёта STS-99 являлось выполнение программы Радиолокационная топографическая миссия шаттла или SRTM (англ. Shuttle Radar Topography Mission) — радарной топографической съёмки поверхности Земли. Именно поэтому созаказчиками полёта являются Управление наук о Земле (НАСА) и Национальное картографическое агентство Министерства обороны США. Полученная благодаря съёмке информация предназначена для использования в научных и гражданских приложениях (однако, в первую очередь в интересах военных). Помимо НАСА и МО США, в проекте принимали участие Германский аэрокосмический центр (DLR) и Итальянское космическое агентство (ASI). Продолжительность полёта составила 15 суток 16 часов 34 минуты[8].
- Третий полёт — STS-108[9], шаттл «Индевор». C 5 по 17 декабря 2001 года в качестве «командира корабля». Целью полёта — продолжение сборки Международной космической станции. Индевор стартовал из Космического центра Кеннеди в штате Флорида. Основной задачей являлась смена экипажей долговременной экспедиции на Международной космической станции (МКС) и доставка расходуемых материалов. В программе развертывания МКС полёт STS-108 имел обозначение ISS-UF-01 (от англ. International Space Station Utilization Flight-1 — «эксплуатационный полет») — и это первый плановый полет по снабжению МКС[10]. 10 декабря астронавты Линда Годвин и Дэниел Тани совершили выход в открытый космос. Была произведена установка теплоизолирующего покрытия на приводы солнечных батарей секции P6[11].Продолжительность полёта составила 11 суток 19 часов 36 минут[12].

- Четвёртый полёт — STS-123[13], шаттл «Индевор». C 11 по 27 марта 2008 года в качестве «командира корабля». Продолжение сборки Международной космической станции. Во время полёта выполнил три выхода в открытый космос. В 04 часа 18 минут по Москве (01:18 GMT) 14 марта Ричард Линнехан и Гаррет Рейзман осуществили первый выход в открытое космическое пространство. В ходе работы за бортом станции астронавты подготовили модуль «Кибо» к извлечению из грузового отсека «Индевора» и установке его с помощью манипулятора корабля на модуль «Хармони», выполнили первый этап сборки робота-манипулятора «Декстр». Длительность работы в открытом космосе составила 7 часов 01 минуту. Второй выход в космос состоялся 16 марта — во время выхода астронавты завершили работы по монтажу канадского робота-манипулятора Декстр. Время работ в открытом космосе составило 6 часов 55 минут. Третий выход в открытый космос начался 18 марта в 01 час 51 минуту московского времени (22:51 GMT 17 марта) и продолжался 6 часов 53 минуты. В течение этого периода астронавты смонтировали на модуле «Дестини» специальную платформу и на неё установили робот-манипулятор «Декстр». Продолжительность полёта составила 15 суток 18 часов 11 минут[14][15].

Общая продолжительность полётов в космос — 49 дней 0 часов 6 минут.

## После полётов
4 июня 2010 года ушел из НАСА и из отряда астронавтов.

## Награды и премии
Награждён: Медаль «За космический полёт» (1998, 2000, 2001 и 2008), Медаль «За похвальную службу» (США), Орден «Легион почёта», Крест лётных заслуг (США) (дважды), Воздушная медаль (США) (дважды), Медаль «За отличную службу» (США) и многие другие.